# Улица Кольбуса (Владикавказ)
Улица Ко́льбуса — улица во Владикавказа, Северная Осетия, Россия. Находится в Затеречном муниципальном округе между левым берегом реки Терек и проспектом Доватора. Начинается от реки Терек.
Улица Кольбуса пересекается с улицей Карла Маркса, проспектом Коста, улицами Заурбека Калоева, Ногирской, Тургеневской, Кастанаева, Леваневского, Левченко, Галковского, Щорса и Генерала Хетагурова.
Названа именем советского общественного деятеля Михаила Кольбуса.
Улица сформировалась в середине XIX века. Впервые отмечена на плане города Владикавказа «Карты Кавказского края», которая издавалась в 60—70-е годы XIX века как 5-я Солдатская улица.
В следующий раз обозначена в списке улиц города Владикавказа от 1925 года как Лагерная улица. 17 октября 1963 года городской совет переименовал Лагерную улицу в улицу Кольбуса.